# Jaffská hodinová věž
Jaffská hodinová věž (hebrejsky: מגדל השעון יפו, Migdal ha-Šaon Jafo) je jedna ze sedmi hodinových věží postavených na území dnešního Izraele v osmanském období. Zbylých šest bylo postaveno v Safedu, Akku, Nazaretu, Haifě, Nábulusu a v Jeruzalémě (poslední z nich se jako jediná do dnešní doby nezachovala).
Jaffská hodinová věž stojí uprostřed dnes rušné křižovatky  na tržišti Suk-A-Dir,  mezi ulicemi Ruslanovou (s bývalou věznicí Kišle) a Jefetskou (Yefet) při vjezdu do Jaffy, starověkého přístavního města, které je v současnosti součástí Tel Avivu. 

## Historie
Jaffská věž byla postavena k 25. výročí vlády osmanského sultána Abdulhamida II. Byla postavena za přispění obyvatel města, Arabů a Židů, pod vedením Josefa Bej Mojala.
Základní kámen byl položen v září 1900. Během roku byla postavena první dvě patra a začala stavba třetího. V roce 1903 byla hodinová věž dokončena. Konstrukcí i vzhledem je tato věž dosti podobná věži Chan al-Umdan v Akku, která byla postavena k témuž účelu. Celkem bylo na území celé Osmanské říše k tomuto výročí zbudováno více než sto hodinových věží.
V roce 1965 byly instalovány nové hodiny a do oken vsazeny barevné figurální vitráže podle návrhu Arie Korena, které ilustrují historii Jaffy. Koncem roku 2021 bylo nutno hodinový stroj opravit a byl převeden na digitální řízení.

## Popis
Věž je postavena z vápence na čtvercovém půdorysu, má tři patra, oddělená výraznými profilovanými římsami, stěny rámované pilastry a vnitřní schodiště osvětlené ze čtyř stran vysokými okny s polokruhovým záklenkem. Jehlancová střecha má čtyři trojúhelné štíty a dvoje hodiny - na východní a na západní straně. Zhotovil je židovský hodinář z Rišon LeZionu a daroval Moritz Schoenberg. Pamětní deska textem připomíná Izraelce, kteří padli roku 1948 během války o nezávislost v bojích o město.

## Poštovní známka
V roce 2004 se hodinová věž objevila na izraelské poštovní známce o nominální hodnotě 1,3 šekelu. Tato známka byla součástí série poštovních známek o osmanských hodinových věžích v Izraeli.